# The Romancing Star 3
Série
The Romancing Star 2
(1988)
Pour plus de détails, voir Fiche technique et Distribution.
The Romancing Star 3 (精裝追女仔之3狼之一族, San lang zhi yi zu) est une comédie romantique hongkongaise réalisée par Sherman Wong et sortie en 1989 à Hong Kong. C'est le troisième volet de la trilogie The Romancing Star, après The Romancing Star (1987) et The Romancing Star 2 (1988).
Elle totalise 10 399 779 HK$ de recettes au box-office.

## Synopsis
Les cousins Chow Si-pak (Shing Fui-on), Porc séché (Wong Jing), Lo Ka-ying (Lawrence Cheng) et Yo (Sam Christopher Chan) sont au chômage avant de trouver un emploi dans le garage de Ken Lau (Stanley Fung). Son rival, Bluffer Wong (James Wong), a une entreprise concurrente qui emploie des jeunes filles comme mécaniciennes pour attirer le client. Parmi elles se trouve la belle-sœur de Wong, Man (Sharla Cheung), et ses trois filles Ching (Chingmy Yau), Man-man (Vivian Chow (en)) et Tak (Wanda Yung), des filles que les garçons sont prêts à chasser partout dans Hong Kong mais ils ne savent pas comment s'y prendre pour les séduire. Ils appellent donc le Docteur Amour, le neveu de Ken, Lau Pei (Andy Lau), qui leur enseigne les « 13 façons de séduire une femme ».

## Fiche technique
- Titre original : 精裝追女仔之3狼之一族
- Titre international : The Romancing Star 3
- Réalisation : Sherman Wong
- Scénario : Wong Jing
- Photographie : Lee San-yip
- Montage : Robert Choi
- Musique : James Wong et Sherman Chow
- Production : Wong Jing
- Société de production : Win's Movie Production
- Société de distribution : Win's Movie Production
- Pays d'origine :  Hong Kong
- Langue originale : cantonais
- Format : couleur
- Genre : comédie romantique
- Durée : 93 minutes
- Dates de sortie :
  - Hong Kong : 21 décembre 1989
  - Taïwan : 24 février 1990

## Distribution
- Stanley Fung : Ken Lau Ting-kin
- Wong Jing : Porc séché
- Lawrence Cheng : Lo Ka Ying
- James Wong : Bluffer Wong
- Shing Fui-on : Chow Si-pak
- Sam Christopher Chan : Yo
- Andy Lau : Lau Pei (guest star)
- Sharla Cheung : Tante Man
- Chingmy Yau : Ching
- Vivian Chow (en) : Man-man
- Wanda Yung : Tak
- Chow Yun-fat : un mécanicien dans un flash-back (caméo non crédité, images d'archives)
- Felix Lok (en) : Mr Kwan
- Sandra Ng : la serveuse de la discothèque
- Yiu Yau-hung : Yiu Siu-hung
- Jo Jo Ngan : la partenaire de danse de Mr Kwan
- Hung Law-fat
- Philip Chan
- Yu Mo-lin (en) : Miss Oyster
- Jameson Law : le client du théâtre réprimandé par Pak
- Dennis Chan : le directeur du théâtre
- Frankie Chan : le patron gay du restaurant de Vancouver
- Fung King-man : Darkie Fung
- Chow Kong : un homme de main de Darkie Fung
- Cheung Kwok-wah : un homme de main de Darkie Fung
- Shing Fuk-on : le garde du corps de Mr Kwan
- Chan Wai-yue : un juge au concours de danse
- Seung Koon-yuk : le directeur du salon de beauté
- Michelle Sze-ma : Greedy Miss Oyster
- Yat-poon Chai : un policier
- Bonnie Fu : une actrice d'opéra chinois
- Ling Hon : le directeur de l'opéra chinois
- Charlie Cho (en) : un acteur d'opéra chinois
- Ng Kwok-kin : un policier
- Fei Pak : un policier